# Daniel Blin
Daniel Blin (ur. 3 stycznia 1983 w Paryżu) – francuski wioślarz.

## Osiągnięcia
- Mistrzostwa Świata Juniorów – Duisburg 2001 – czwórka podwójna – 1. miejsce[1].
- Mistrzostwa Europy – Poznań 2007 – jedynka – 12. miejsce[1].
- Mistrzostwa Europy – Ateny 2008 – czwórka bez sternika – 8. miejsce[1].